# Liste der Monuments historiques in Millery (Côte-d’Or)
Die Liste der Monuments historiques in Millery führt die Monuments historiques in der französischen Gemeinde Millery auf.

## Liste der Immobilien
| Bezeichnung         | Beschreibung          | Standort                               | Kennzeichnung | Schutzstatus | Datum | Bild           |
| ------------------- | --------------------- | -------------------------------------- | ------------- | ------------ | ----- | -------------- |
| Château de Chevigny | Burg, 14. Jahrhundert | Chevigny, südwestlich des Ortes (Lage) | PA00132754    | Inscrit      | 1994  | weitere Bilder |

## Liste der Objekte
| Bezeichnung                                                  | Beschreibung                                                     | Standort                        | Kennzeichnung | Schutzstatus | Datum | Bild |
| ------------------------------------------------------------ | ---------------------------------------------------------------- | ------------------------------- | ------------- | ------------ | ----- | ---- |
| Skulptur Heilige Barbara                                     | Kalkstein, farbig gefasst, Ende des 15. Jahrhunderts             | in der Kirche St-Georges (Lage) | PM21001493    | Classé       | 1931  |      |
| Skulptur Heiliger Dionysius                                  | Kalkstein, farbig gefasst, 16. Jahrhundert                       | in der Kirche St-Georges (Lage) | PM21001494    | Classé       | 1931  |      |
| Skulptur Madonna mit Kind                                    | Kalkstein, 17. Jahrhundert                                       | in der Kirche St-Georges (Lage) | PM21001495    | Classé       | 1967  |      |
| Reiterskulptur Heiliger Georg                                | Kalkstein, um 1500                                               | in der Kirche St-Georges (Lage) | PM21001496    | Classé       | 1967  |      |
| Gemälde Mariä Verkündigung                                   | Ölfarbe auf Leinwand, Holzrahmen, bezeichnet 1627 von Mennassier | in der Kirche St-Georges (Lage) | PM21001497    | Classé       | 1975  |      |
| Grabstein für Thibault du Plessis und Antoinette de Jaucourt | Kalkstein, bezeichnet 1482 und 1483                              | in der Kirche St-Georges (Lage) | PM21002625    | Classé       | 1990  |      |